# Hemidactylus lemurinus
Hemidactylus lemurinus este o specie de șopârle din genul Hemidactylus, familia Gekkonidae, descrisă de Arnold 1980. Conform Catalogue of Life specia Hemidactylus lemurinus nu are subspecii cunoscute.